# Geijersgatan
Geijersgatan är en gata i stadsdelen Lorensberg i Göteborg. Den är cirka 230 meter lång och sträcker sig från Götabergsgatan till Kungsportsavenyen och korsar Arkivgatan.
Gatan fick sitt namn år 1914 till minne av skalden Erik Gustaf Geijer. Geijersgatan var fram till år 1923 namnet på en gata i stadsdelen Lunden, vilken namnändrades till Överstegatan, för att undvika förväxling med Geijersgatan i Lorensberg.